# Amálie Vilemína Brunšvicko-Lüneburská
Amálie Vilemína Brunšvicko-Lüneburská (21. dubna 1673 Lüneburg – 10. dubna 1742 Vídeň) pocházela z dolnoněmeckého rodu Welfů, byla dcerou vévody brunšvicko-lüneburského Jana Friedricha a jeho manželky, falcko-simmernské princezny Benedikty.
Byla manželkou arcivévody Josefa I., krále a císaře římského, krále českého, uherského a chorvatského a markraběte moravského.

## Sňatek
Amálie se narodila jako nejmladší dítě vévodského páru v roce 1673. Jako mladá byla vychovávána v katolickém duchu v klášteře v Maubuissonu, kde byla abataší její prateta Luisa Hollandina. 24. února 1699 byla ve Vídni jako šestadvacetiletá provdána za o pět let mladšího následníka císařského trůnu Josefa I., a to z čistě politických důvodů, aby evangeličtí Welfové navázali styky s císařským královským dvorem, stejně jako falčtí Wittelsbachové.
Tento sňatek navíc podporoval císař Leopold I. Habsburský, naopak jeho manželka, Eleonora Magdalena mu velice odporovala, protože nechtěla, aby se falcký vliv na vídeňském královském dvoře oslabil.

## Manželství s Josefem I.
Ze začátku bylo toto manželství radostné a optimální, narodily se tři děti za dva a půl roku. Arcivévoda Josef však po smrti syna, arcivévody Leopolda Josefa, začal udržovat poměr s mnoha milenkami. Onemocněl zřejmě syfilidou a svou manželku nakazil také. Ta už pak nikdy nemohla být těhotná.
Po této události se spolu svou tchyní Amálie snažila ovlivnit vídeňskou politiku ve prospěch falcké a s ní spřízněné nové hannoverské strany. Po smrti svého manžela Josefa I. se dostala do sporu s Karlem VI. i s jeho manželkou kvůli prosazování práva o nástupnictví královského trůnu pro své dcery.

## Vdova
Ve 20. letech 18. století se zmítal vídeňský dvůr spory mezi Amálií Vilemínou, Eleonorou Magdalénou, vdovou po Leopoldovi I., a Alžbětou Kristýnou, manželkou Karla VI. Rozřešil je až Karel VI. prosazením pragmatické sankce. Nicméně i po té snažila u dvora upřednostnit v nástupnictví své zetě, Augusta Saského a Karla Albrechta Bavorského, ovšem bezúspěšně. Po této porážce odešla Amálie Vilemína ode dvora, založila ve Vídni klášter sester Navštívení Panny Marie (visitantinky) a v roce 1719 do něho vstoupila.
Dožila se korunovace své dcery Marie Amálie českou královnou.

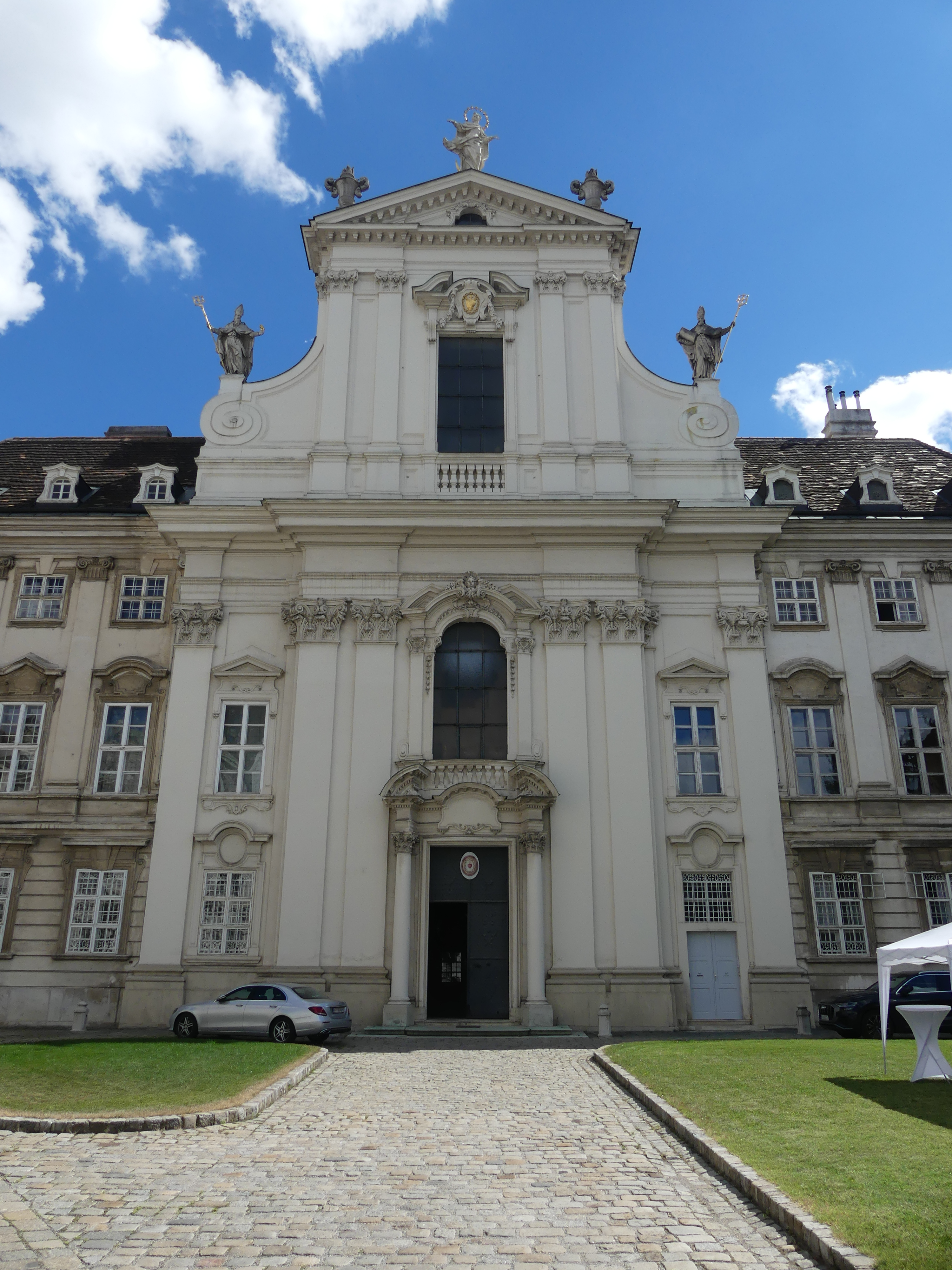
Salesianerinnenkirche ve Vídni

Císařovna, která manžela přežila o více než třicet let, zemřela v klášteře visitantinek (řádu sv. Františka Saleského) ve Vídni roku 1742. Zde je také pohřbena, kromě srdce, které je uloženo ve vídeňské kapucínské kryptě.

## Potomci
- 1. Marie Josefa (8. 12. 1699 – 17. 11. 1757)

⚭ 20.8.1719 August III., saský kurfiřt (1733/1736–1763) a polský král (1733–1763)
- 2. Leopold Josef (29. 10. 1700 Vídeň – 4. 8. 1701 Vídeň)
- 3. Marie Amálie (22. 10. 1701 – 11. 12. 1756)

⚭ 1722 Karel VII. Albrecht, kurfiřt bavorský (1726–1745) a římský císař (1742–1745)

## Vývod z předků
|                 |                                       |  |                     |                                 |  |  |  |  |  |  |  | Arnošt I. Brunšvicko-Lüneburský |
|                 |                                       |  |                     |                                 |  |  |  |  |  |  |  |                                 |
|                 | Vilém Brunšvicko-Lüneburský           |  |                     |                                 |  |  |  |  |  |  |  |                                 |
|                 |                                       |  |                     |                                 |  |  |  |  |  |  |  |                                 |
|                 |                                       |  |                     | Žofie Mecklenbursko-Schwerinská |  |  |  |  |  |  |  |                                 |
|                 |                                       |  |                     |                                 |  |  |  |  |  |  |  |                                 |
|                 | Jiří Brunšvicko-Lüneburský            |  |                     |                                 |  |  |  |  |  |  |  |                                 |
|                 |                                       |  |                     |                                 |  |  |  |  |  |  |  |                                 |
|                 |                                       |  |                     | Kristián III. Dánský            |  |  |  |  |  |  |  |                                 |
|                 |                                       |  |                     |                                 |  |  |  |  |  |  |  |                                 |
|                 | Dorothea Dánská                       |  |                     |                                 |  |  |  |  |  |  |  |                                 |
|                 |                                       |  |                     |                                 |  |  |  |  |  |  |  |                                 |
|                 |                                       |  |                     | Dorotea Sasko-Lauenburská       |  |  |  |  |  |  |  |                                 |
|                 |                                       |  |                     |                                 |  |  |  |  |  |  |  |                                 |
|                 | Jan Fridrich Brunšvicko-Lüneburský    |  |                     |                                 |  |  |  |  |  |  |  |                                 |
|                 |                                       |  |                     |                                 |  |  |  |  |  |  |  |                                 |
|                 |                                       |  |                     | Jiří I. Hesensko-Darmstadtský   |  |  |  |  |  |  |  |                                 |
|                 |                                       |  |                     |                                 |  |  |  |  |  |  |  |                                 |
|                 | Ludvík V. Hesensko-Darmstadtský       |  |                     |                                 |  |  |  |  |  |  |  |                                 |
|                 |                                       |  |                     |                                 |  |  |  |  |  |  |  |                                 |
|                 |                                       |  |                     | Magdalena z Lippe               |  |  |  |  |  |  |  |                                 |
|                 |                                       |  |                     |                                 |  |  |  |  |  |  |  |                                 |
|                 | Anna Eleonora Hesensko-Darmstadtská   |  |                     |                                 |  |  |  |  |  |  |  |                                 |
|                 |                                       |  |                     |                                 |  |  |  |  |  |  |  |                                 |
|                 |                                       |  |                     | Jan Jiří Braniborský            |  |  |  |  |  |  |  |                                 |
|                 |                                       |  |                     |                                 |  |  |  |  |  |  |  |                                 |
|                 | Magdalena Braniborská                 |  |                     |                                 |  |  |  |  |  |  |  |                                 |
|                 |                                       |  |                     |                                 |  |  |  |  |  |  |  |                                 |
|                 |                                       |  |                     | Alžběta Anhaltsko-Zerbstská     |  |  |  |  |  |  |  |                                 |
|                 |                                       |  |                     |                                 |  |  |  |  |  |  |  |                                 |
| Amálie Vilemína |                                       |  |                     |                                 |  |  |  |  |  |  |  |                                 |
|                 |                                       |  |                     |                                 |  |  |  |  |  |  |  |                                 |
|                 |                                       |  | Fridrich IV. Falcký |                                 |  |  |  |  |  |  |  |                                 |
|                 |                                       |  |                     |                                 |  |  |  |  |  |  |  |                                 |
|                 | Fridrich Falcký                       |  |                     |                                 |  |  |  |  |  |  |  |                                 |
|                 |                                       |  |                     |                                 |  |  |  |  |  |  |  |                                 |
|                 |                                       |  |                     | Luisa Juliana Oranžská          |  |  |  |  |  |  |  |                                 |
|                 |                                       |  |                     |                                 |  |  |  |  |  |  |  |                                 |
|                 | Eduard Falcký                         |  |                     |                                 |  |  |  |  |  |  |  |                                 |
|                 |                                       |  |                     |                                 |  |  |  |  |  |  |  |                                 |
|                 |                                       |  |                     | Jakub I. Stuart                 |  |  |  |  |  |  |  |                                 |
|                 |                                       |  |                     |                                 |  |  |  |  |  |  |  |                                 |
|                 | Alžběta Stuartovna                    |  |                     |                                 |  |  |  |  |  |  |  |                                 |
|                 |                                       |  |                     |                                 |  |  |  |  |  |  |  |                                 |
|                 |                                       |  |                     | Anna Dánská                     |  |  |  |  |  |  |  |                                 |
|                 |                                       |  |                     |                                 |  |  |  |  |  |  |  |                                 |
|                 | Benedikta Jindřiška Falcko-Simmernská |  |                     |                                 |  |  |  |  |  |  |  |                                 |
|                 |                                       |  |                     |                                 |  |  |  |  |  |  |  |                                 |
|                 |                                       |  |                     | Ludvík Gonzaga                  |  |  |  |  |  |  |  |                                 |
|                 |                                       |  |                     |                                 |  |  |  |  |  |  |  |                                 |
|                 | Karel I. Gonzaga                      |  |                     |                                 |  |  |  |  |  |  |  |                                 |
|                 |                                       |  |                     |                                 |  |  |  |  |  |  |  |                                 |
|                 |                                       |  |                     | Henrietta Klevská               |  |  |  |  |  |  |  |                                 |
|                 |                                       |  |                     |                                 |  |  |  |  |  |  |  |                                 |
|                 | Anna Gonzagová                        |  |                     |                                 |  |  |  |  |  |  |  |                                 |
|                 |                                       |  |                     |                                 |  |  |  |  |  |  |  |                                 |
|                 |                                       |  |                     | Karel II. Lotrinský             |  |  |  |  |  |  |  |                                 |
|                 |                                       |  |                     |                                 |  |  |  |  |  |  |  |                                 |
|                 | Kateřina de Mayenne                   |  |                     |                                 |  |  |  |  |  |  |  |                                 |
|                 |                                       |  |                     |                                 |  |  |  |  |  |  |  |                                 |
|                 |                                       |  |                     | Henrietta Savojská              |  |  |  |  |  |  |  |                                 |
|                 |                                       |  |                     |                                 |  |  |  |  |  |  |  |                                 |